# Golden Center (Київ)

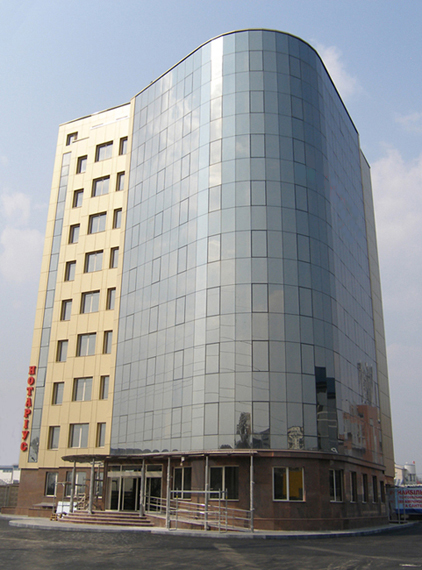
БЦ Golden Center

Golden Center — офісний бізнес-центр класу «А», розташований по вул. Леніна, 2а в с. Петропавлівська Борщагівка, Києво-Святошинського району Київської області. Відкриття будови відбулось у травні 2009 року.

## Опис

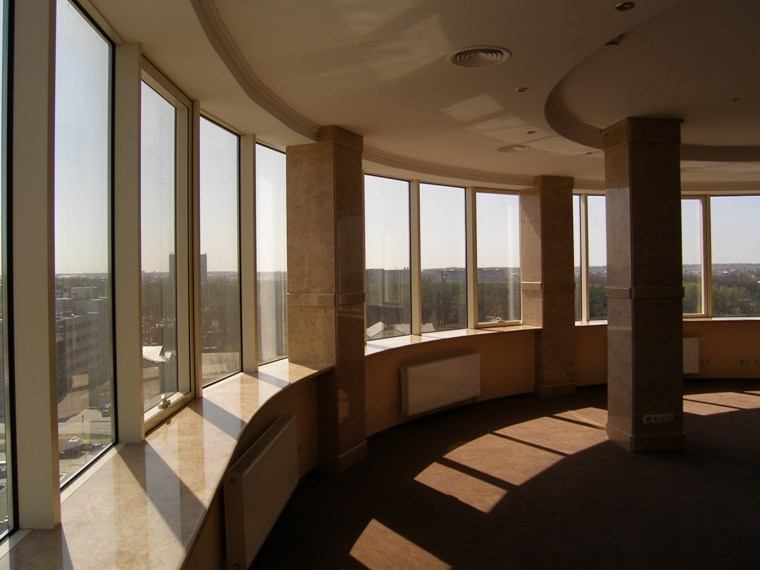
Вигляд офісів

Будівлю бізнес-центру Golden Center побудовано за найновітнішими технологіями, з використанням енергоощадного скла, обладнано всіма необхідними сучасними інженерно-технічними системами, такими як система витяжної вентиляції і кондиціювання повітря, яка протягом кожних 15 хв. замінює повітря на свіже, два незалежних джерела енергопостачання та автономна система опалення, що дозволяє підтримувати оптимальний температурний режим в приміщеннях, і створює сприятливий мікроклімат у будь-яку пору року, незалежно від початку опалювального сезону в Києві.
Для зручності переміщення по бізнес-центру, будівлю обладнано сучасними швидкісними ліфтами OTIS, з періодом очікування не більше 30 сек. Будівля ділового комплексу виконана в сучасному урбаністичному стилі, з використанням оригінальних архітектурних рішень та вигідно виділяється на загальному фоні забудови району.
Будівля побудована з дотриманням всіх європейських стандартів з використанням екологічно чистих високоякісних та дорогих матеріалів, коридори, сходові марші та ліфтові холи оздоблені мармуром та натуральним каменем.

### Характеристики
- кількість поверхів — 9
- загальна площа — 5 520 м²
- площа одного поверху — 581,5 м²
- висота стель — 3 м

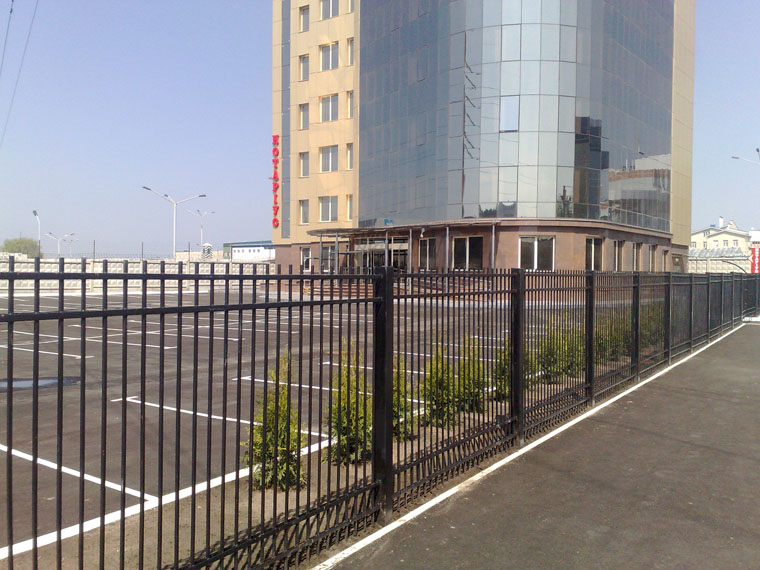
Прилегла територія

- найближчі станції метро — «Житомирська», «Академмістечко»
- обладнано — телефонними лініями, мережею Інтернет, кондиціонерами, системою центрального вакуумного прибирання, опалення й вентиляції, системою автоматичної пожежної сигналізації та оповіщення людей у разі виникнення екстремальної ситуації
- 2 швидкісних ліфти Otis, з періодом очікування 30 сек.

### Особливості
- використання енергоощадного скла
- два готельних номери люкс
- майданчик для гелікоптера